# 铝酸钾
铝酸钾是一种無機化合物，化学式为KAlO2，可用於染整及印刷的媒染剂，也可以作為水泥的凝结促进剂。

## 反應
铝酸钾可以和硫酸反應，制造钾明矾：
2 KAlO2 + 4 H2SO4 = 2 KAl(SO4)2 + 4 H2O